# Cypridopsis reptans
Cypridopsis reptans är en kräftdjursart som beskrevs av Cole 1965. Cypridopsis reptans ingår i släktet Cypridopsis och familjen Cyprididae. Inga underarter finns listade i Catalogue of Life.